# ヒューストン郡 (アラバマ州)
ヒューストン郡（英: Houston County）は、アメリカ合衆国アラバマ州の南東隅に位置する郡である。人口は10万7202人（2020年）。郡庁所在地はドーサンであり、同郡で人口最大の都市である。
ヒューストン郡はドーサン都市圏に属している。

## 歴史
ヒューストン郡は1903年2月9日に、デイル郡、ジェニーバ郡、ヘンリー郡のそれぞれ一部を合わせて設立された。郡名は第24代アラバマ州知事ジョージ・スミス・ヒューストンに因んで名付けられた。

## 郡政府
郡政府には郡議長と管理部長が1人ずついる。郡政委員会は4つの選挙区からそれぞれ1人ずつが選ばれた4人の委員で構成されている。その他に選挙で選ばれる役人として保安官、検認判事、財務委員、検死官がいる。ヒューストン郡はアメリカ合衆国下院アラバマ州第2選挙区に属し、2011年時点では共和党員を選出している。

## 地理
アメリカ合衆国国勢調査局に拠れば、郡域全面積は581.65平方マイル (1,506.5 km2)であり、このうち陸地580.36平方マイル (1,503.1 km2)、水域は1.29平方マイル (3.3 km2)で水域率は0.22%である。

### 主要高規格道路
- アメリカ国道84号線
- アメリカ国道231号線
- アメリカ国道431号線
- アラバマ州道52号線
- アラバマ州道53号線
- アラバマ州道95号線
- アラバマ州道210号線

### 隣接する郡
- ヘンリー郡 - 北
- アーリー郡 (ジョージア州) - 東
- セミノール郡 (ジョージア州) - 南東
- ジャクソン郡 (フロリダ州) - 南
- ジェニーバ郡 - 西
- デイル郡 - 北西

## 人口動態
以下は2000年国勢調査による人口統計データである。
| 基礎データ - 人口: 88,787人 - 世帯数: 35,834 世帯 - 家族数: 25,119 家族 - 人口密度: 59人/km2（153人/mi2） - 住居数: 39,571軒 - 住居密度: 26軒/km2（68軒/mi2） 人種別人口構成 - 白人: 73.08% - アフリカン・アメリカン: 24.60% - ネイティブ・アメリカン: 0.37% - アジア人: 0.62% - 太平洋諸島系: 0.02% - その他の人種: 0.39% - 混血: 0.92% - ヒスパニック・ラテン系: 1.26% 年齢別人口構成 - 18歳未満: 25.9% - 18-24歳: 8.2% - 25-44歳: 28.7% - 45-64歳: 23.5% - 65歳以上: 13.7% - 年齢の中央値: 37歳 - 性比（女性100人あたり男性の人口） - 総人口: 95.0 - 18歳以上: 86.2 | 世帯と家族（対世帯数） - 18歳未満の子供がいる: 33.0% - 結婚・同居している夫婦: 52.5% - 未婚・離婚・死別女性が世帯主: 14.1% - 非家族世帯: 29.9% - 単身世帯: 26.44% - 65歳以上の老人1人暮らし: 10.1% - 平均構成人数 - 世帯: 2.45人 - 家族: 2.95人 収入と家計 - 収入の中央値 - 世帯: 34,431米ドル - 家族: 42,437米ドル - 性別 - 男性: 32,092米ドル - 女性: 21,409米ドル - 人口1人あたり収入: 18,759米ドル - 貧困線以下 - 対人口: 15.0% - 対家族数: 11.8% - 18歳未満: 21.1% - 65歳以上: 16.3% |

## 都市と町

### 都市
- ドーサン（一部はデイル郡とヘンリー郡） - 郡庁所在地

### 町
| - アシュフォード - エイボン - コロンビア - コットンウッド | - カワーツ - ゴードン - キンゼー - マドリード | - レホベス - テイラー - ウェブ |

### 未編入の町
| - アーディラ - バーバー - ビッグクリーク - クロスビー | - ガーレッツクロスローズ - ハーモン - ホッジズビル - キートンズ | - パンジー - テリークロスローズ - ウィルソンクォーターズ |